# After (album)
After - trzeci album norweskiego multiinstrumentalisty i wokalisty Ihsahna. Wydawnictwo ukazało się 26 stycznia 2010 roku nakładem wytwórni muzycznych Mnemosyne Records i Candlelight Records. Płyta zadebiutowała na 31. listy Top New Artist Albums (Heatseekers) w Stanach Zjednoczonych. Z kolei w Norwegii płyta dotarła do 38. miejsca zestawienia VG-Lista.
Autorem wszystkich kompozycji i tekstów jest Ihsahn. Był to pierwszy album muzyka na którym zastosował ośmiostrunowe gitary elektryczne. Podczas nagrań muzyka wspomagała sekcja rytmiczna progresywnometalowej formacji Spiral Architect, basista Lars K. Norberg i perkusista Asgeir Mickelson. Ponadto sesyjnie na płycie zagrał saksofonista Jorgen Munkeby. Realizacja nagrań została udokumentowana trzema filmami opublikowanymi w serwisie YouTube. 

## Lista utworów
Opracowano na podstawie materiału źródłowego.
| Nr | Tytuł utworu           | Autorzy | Długość |
| -- | ---------------------- | ------- | ------- |
| 1. | „The Barren Lands”     | Ihsahn  | 5:12    |
| 2. | „A Grave Inversed”     | Ihsahn  | 4:25    |
| 3. | „After”                | Ihsahn  | 4:47    |
| 4. | „Frozen Lakes on Mars” | Ihsahn  | 5:54    |
| 5. | „Undercurrent”         | Ihsahn  | 10:00   |
| 6. | „Austere”              | Ihsahn  | 6:16    |
| 7. | „Heavens Black Sea”    | Ihsahn  | 6:15    |
| 8. | „On the Shores”        | Ihsahn  | 10:12   |
|    |                        |         | 53:01   |

## Twórcy
Opracowano na podstawie materiału źródłowego.
- Ihsahn – śpiew, gitara, instrumenty klawiszowe, produkcja muzyczna, inżynieria dźwięku
- Lars K. Norberg – gitara basowa
- Jorgen Munkeby – saksofon
- Asgeir Mickelson – perkusja
- Jens Bogren – miksowanie
- Borge Finstad – inżynieria dźwięku